# Девід Арнольд
Девід Арнольд (англ. David Arnold; нар. 23 січня 1962, Лутон, Англія) — британський кінокомпозитор, який написав музику до п'яти фільмів про Джеймса Бонда, а також до «Зоряної брами» (1994), «Дня незалежності» (1996), «Ґодзілли» (1998), телесеріалів «Маленька Британія» та «Шерлок». За «День незалежності» він отримав премію «Ґреммі» в номінації «найкраща інструментальна композиція, написана для кіно або телебачення», а за серіал «Шерлок» він разом зі співавтором Майклом Прайсом отримав «Еммі» за саундтрек до «Його останньої обітниці», фінального епізоду третього сезону. Арнольд написав музику для серіалу BBC/Амазон Прайм «Добрі передвісники» (2019), адаптованого Нілом Ґейманом за його книгою «Добрі передвісники», написаною у співавторстві з Террі Пратчеттом. Арнольд є членом Британської академії поетів-піснярів, композиторів та авторів.